# Gräsandselen
Gräsandselen är en sjö i Skellefteå kommun i Västerbotten och ingår i Byskeälvens huvudavrinningsområde. Sjön har en area på 0,13 kvadratkilometer och ligger 297,6 meter över havet. Sjön avvattnas av vattendraget Skogträskbäcken.

## Delavrinningsområde
Gräsandselen ingår i det delavrinningsområde (724961-169211) som SMHI kallar för Mynnar i Ålsån. Medelhöjden är 311 meter över havet och ytan är 11,2 kvadratkilometer. Räknas de 5 avrinningsområdena uppströms in blir den ackumulerade arean 55,79 kvadratkilometer. Skogträskbäcken som avvattnar avrinningsområdet har biflödesordning 3, vilket innebär att vattnet flödar genom totalt 3 vattendrag innan det når havet efter 95 kilometer. Avrinningsområdet består mestadels av skog (51 procent) och sankmarker (42 procent). Avrinningsområdet har 0,22 kvadratkilometer vattenytor vilket ger det en sjöprocent på 2 procent.